# Col du Granon

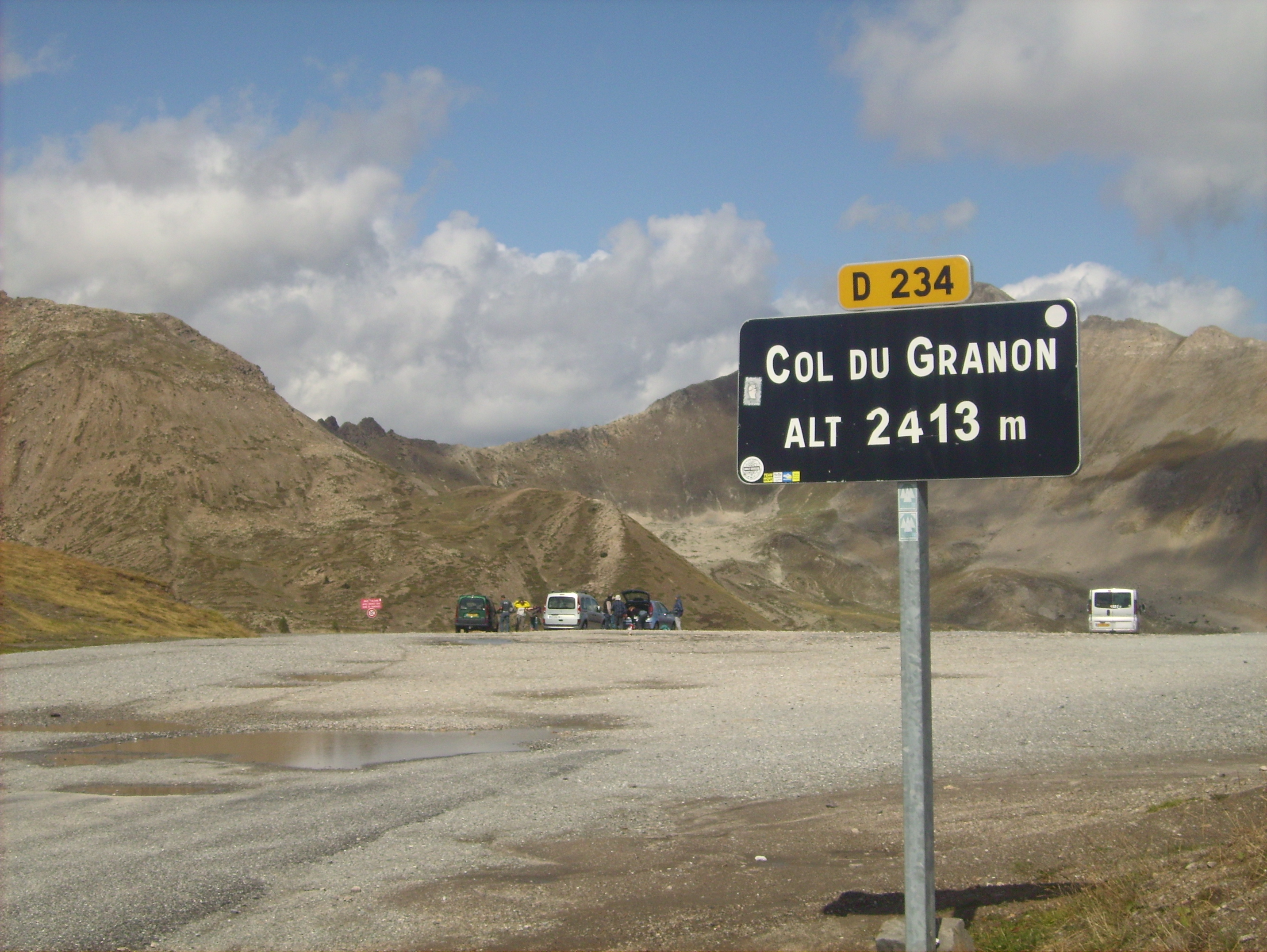

Col du Granon (2 413 m ö h) är ett högt bergspass i Alperna i departementet Hautes-Alpes i Frankrike. En smal asfalterad väg slingrar sig brant uppför den södra stigningen. 
Bergspasset stod värd som etappmål i Tour de France för första gången 1986, då det högsta etappmålet någonsin i touren. Eduardo Chozas från Spanien vann etappen efter en lång solokörning. Det var det högsta etappmålet fram till 2011 då en etapp hade mål på Col du Galibier,  (2645 m ö h).

## Vägar till bergspasset
Två vägar leder till bergspasset passet. D234T stiger 11,5 km från söder med en genomsnittlig stigning på 9 % från Saint-Chaffrey på 1364 m. Från öster finns en grusväg på 15,3 km med nästan 7 % stigning.

## Tour de France - första cyklist till toppen
| År   | Etapp | Kategori | Start       | Mål             | Ledare vid toppen      |
| ---- | ----- | -------- | ----------- | --------------- | ---------------------- |
| 2022 | 11    | HC       | Albertville | Col du Granon   | Jonas Vingegaard (DEN) |
| 1986 | 17    | HC       | Glipa       | Serre Chevalier | Eduardo Chozas (ESP)   |